# Dörnberg-Kaserne
Die Dörnberg-Kaserne war eine Kaserne der Bundeswehr in Homberg (Efze), in der ab 1961 der Stab und Teile der Panzergrenadierbrigade 5, Artillerie- und Panzereinheiten untergebracht waren. Namensgeber der Kaserne wurde am 27. März 1965 der kurhessische Offizier Wilhelm von Dörnberg. Sie umfasste etwa 15 Hektar. Nach der zivilen Konversion der Flächen sind hier ein Behördenzentrum eingerichtet und Gewerbebetriebe angesiedelt.

## Bau und Nutzungsgeschichte

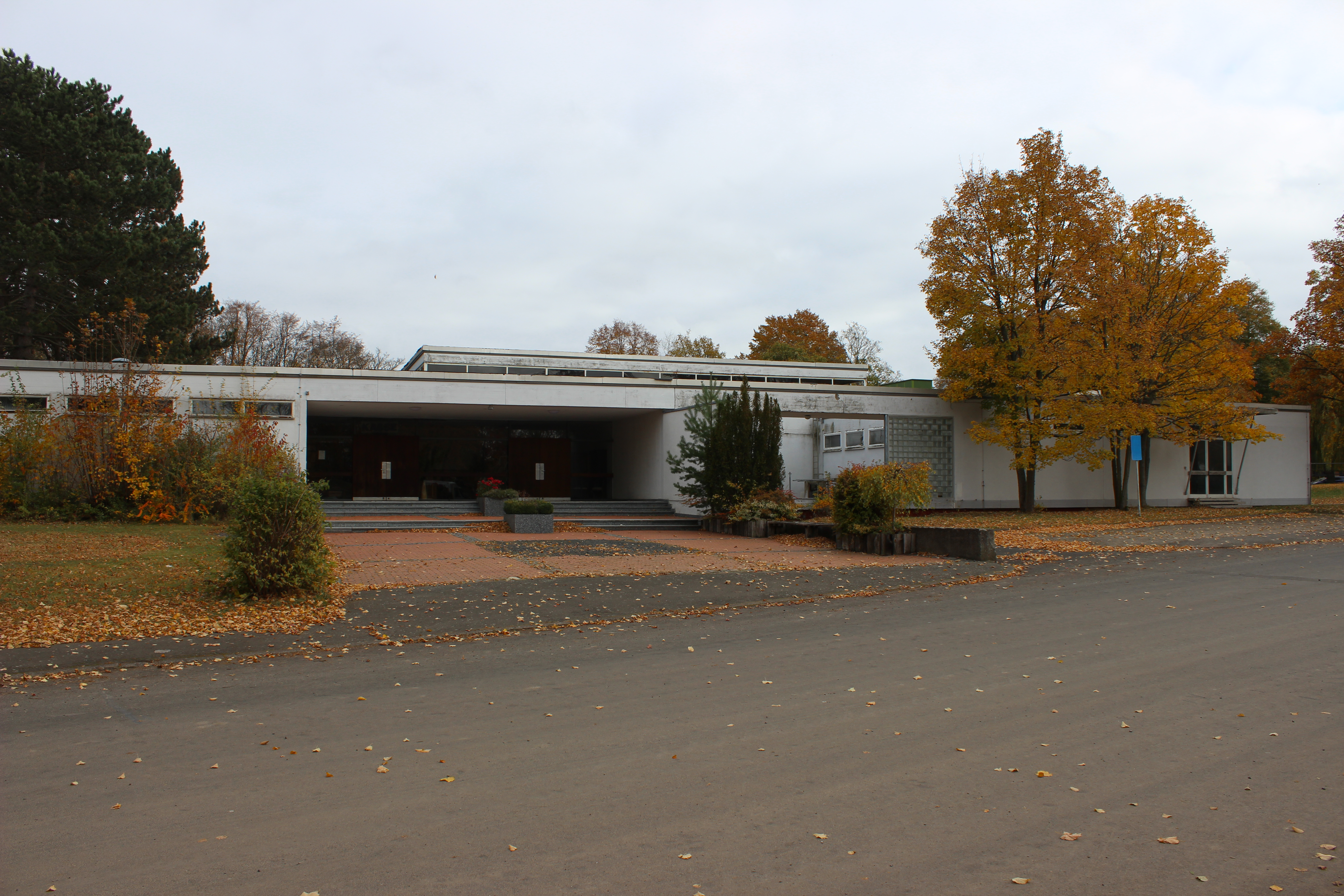
Gebäude der ehemaligen Dörnberg-Kaserne (2021)

Als in den 1950er Jahren der Aufbau der Bundeswehr begann, wurden Standorte für neue Kasernenanlagen gesucht. Für Städte und Gemeinden bestand die Möglichkeit, sich für den Neubau einer Garnison zu bewerben. Gerade Kommunen, in denen größere Ansiedlungen der Wirtschaft fehlten und die als strukturschwach galten, bemühten sich um die Stationierung der Bundeswehr, weil sie sich dadurch einen Aufschwung versprachen. Auch Homberg (Efze), zwischen Kassel und Bad Hersfeld gelegen und mit Anschluss an die Bundesautobahn 7 versehen, suchte frühzeitig den Kontakt zur Bundesregierung, um die Bundeswehr für den Standort zu gewinnen. Ein entsprechender Schriftverkehr zwischen dem Bürgermeister der Stadt und dem Bundeskanzleramt datiert bereits auf den Januar 1955. Am 11. November 1957 teilte der Bundesminister der Verteidigung dem Bürgermeister der Stadt mit, dass die hessische Landesregierung dem Bau einer Kaserne grundsätzlich zugestimmt habe. Als nächste Schritte waren während des Winters 1957/58 ein baufachliches Gutachten zur Eignung des Geländes, der Grunderwerb und die Erstellung der Vorentwürfe vorgesehen. Ziel war ein Baubeginn bereits im Frühjahr 1958.
Bis 1961 wurden auf einer südlich der Stadt an der Kreisstraße 36 nach Waßmuthshausen gelegenen Fläche 8 Unterkunftsgebäude, 2 Stabsgebäude, 1 Wirtschaftsgebäude, 2 Hallen im Technischen Bereich sowie verschiedene andere Einrichtungen erbaut. Dabei kam es zu erheblichen Verzögerungen, die den Umzug von Einheiten der Panzergrenadierbrigade 5 immer wieder verhinderten. Am 20. September 1961, kurz nach dem Bau der Berliner Mauer, war es dann soweit: feierlich zogen die ersten Soldaten in die neue Kaserne in Homberg (Efze) ein.
Stab und Stabskompanie der Panzergrenadierbrigade 5, die der 2. Panzergrenadierdivision unterstellt war, fanden in der neuen Kaserne nach Jahren der Standortwechsel ihre neue Heimat. Die Brigade war als Kampfgruppe B 2 aus der Grenzschutzgruppe 5 des Grenzschutzkommando Mitte des Bundesgrenzschutzes auf dem Fliegerhorst in Goslar am 1. Juli 1956 aufgestellt worden. Bereits am 1. September 1956 verlegte sie nach Holzminden in die Pionierkaserne. Im März 1957 ging es nach Kassel in die Wittich-Kaserne. Sodann erfolgte der Umzug in die Am Loh-Kaserne in Baunatal-Rengershausen. Die nächste Zwischenlösung bestand in der Jäger-Kaserne in Kassel. Am 15. März 1959 wurde die Kampfgruppe mit der Heeresstruktur 2 in Panzergrenadierbrigade 5 umbenannt. Nach der Verlegung an ihren endgültigen Standort in Homberg (Efze) verblieb sie bis zum 30. Juni 1996. Am 3. Oktober 1989 hatte sie ihren Beinamen „Kurhessen“ erhalten. Mit dem Ende des Kalten Krieges kamen auch für die Brigade gravierende Veränderungen: am 1. Juli 1996 wurde die Brigade nichtaktiv gesetzt. Das Verbindungskommando Luftwaffe zu Brigadekommando Panzergrenadierbrigade 5 wurde zum 30. September 1996 außer Dienst gestellt. Die Panzergrenadierbrigade 5 selbst wurde der Panzerbrigade 14 „Hessischer Löwe“ unterstellt. Am 31. Dezember 2003 wurde sie schließlich aufgelöst.
Mit dem Stab der Panzergrenadierbrigade 5 zog das Feldartilleriebataillon 55 in die Dörnberg-Kaserne ein. Diese Einheit war durch Befehl am 1. März 1959 in der Steuben-Kaserne in Gießen aufgestellt worden. Bereits ab 1. März 1958 war jedoch durch die Aufstellung eines Kaders in der Deines-Bruchmüller-Kaserne in Niederlahnstein die Grundlage hierfür geschaffen worden. Die Soldaten zogen am 7. März 1959 nach Gießen um. Zunächst war das Bataillon dem Artillerieregiment 2 unterstellt, ab 2. April 1959 dann der Panzergrenadierbrigade 5. Ab 29. Juni 1959 verlegte das Bataillon schrittweise in den Zwischenstandort nach Stadtallendorf in die Herrenwald-Kaserne. Am 20. September 1961 wurde der feierliche Einzug in den neuen Standort gefeiert. Am 16. Oktober 1967 wurde das Bataillon umbenannt in Panzerartilleriebataillon 55 und erhielt Panzerhaubitzen M 109 G. Die Veränderungen nach Ende des Kalten Krieges führen am 19. Dezember 1995 zu einem Unterstellungswechsel zur Panzerbrigade 14. Am 1. Januar 2003 wurde aus dem Bataillon das Raketenartilleriebataillon 55, das der in Mühlhausen/Thüringen beheimateten Artilleriebrigade 100 unterstellt war. Es erhielt MARS-Raketenwerfer. Doch bereits am 31. Dezember 2005 kam das Aus für das Bataillon. Es verabschiedete sich am 11. November 2005 feierlich auf dem Marktplatz in Homberg (Efze).
Des Weiteren zog die 2./Versorgungsbataillon 56, die am 1. März 1959 in Fritzlar in der Georg-Friedrich-Kaserne aufgestellt worden war, in die neue Kaserne in Homberg am 20. September 1961 um. Diese Kompanie wurde im Zuge der Heeresstruktur 3 am 1. März 1972 in 6./Sanitätsbataillon 2 umbenannt, jedoch schließlich im November 1972 nach Marburg verlegt, in eine Geräteeinheit umgewandelt und in den Mobilmachungsstützpunkt Ockershausen eingelagert. Zum 30. September 1992 wurde die Kompanie aufgelöst.
Am 10. November 1961 schenkte die Firma Henschel & Sohn der Stadt Homberg (Efze) eine restaurierte alte Kanone. Die Stadt übergab sie dem Feldartilleriebataillon 55 mit der Auflage, sie in der Dörnberg-Kaserne aufzustellen, wo sie am 21. Februar 1962 einen ehrenvollen Platz fand.
Der am 16. November 1961 in der Dörnberg-Kaserne aufgestellte Panzerspähzug 50 war zunächst bis 30. September 1972 unselbständig und Teil der Stabskompanie der Panzergrenadierbrigade 5. Vom 1. Oktober 1972 bis zum 31. März 1976 war er selbständig, wurde ab 1. April 1976 wieder der Stabskompanie unterstellt. Am 1. April 1982 wurde er umbenannt in Panzerspähzug 5 und in der Blücher-Kaserne in Hessisch Lichtenau stationiert.
Ende 1961 wurden Ausbildungskompanien aufgestellt, um die Stammeinheiten von der Grundausbildung ab 1. Januar 1962 gänzlich zu befreien. Insgesamt war die Bildung von 17 Ausbildungskompanien innerhalb der 2. Panzergrenadierdivision vorgesehen. In der Dörnberg-Kaserne entstand am 1. Oktober 1961 die Ausbildungskompanie 10/2. Am 1. September 1962 schlug die Geburtsstunde der Ausbildungskompanie 15/2. Sie wurde am 1. Oktober 1971 umbenannt zur 7./Sanitätsbataillon 2, wurde jedoch am 30. September 1972 aufgelöst. Am 1. Oktober 1972 erfolgte die erneute Aufstellung der Ausbildungskompanie 15/2, später Instandsetzungsausbildungskompanie 15/2. Mit der Heeresstruktur 3 wurde aus dieser Kompanie die Instandsetzungsausbildungskompanie 6/5, die zum 30. September 1993 schließlich aufgelöst wurde.
Am 1. April 1962 wurde der Wallmeistertrupp 453 aufgestellt. Er wurde durch den am 1. Oktober 1973 in Wolfhagen aufgestellten und nach Homberg verlegten Wallmeistertrupp 441/8 abgelöst.
Am 1. Juli 1965 wurde in der Dörnberg-Kaserne die ABC-Abwehrkompanie 50 aufgestellt. Diese Einheit war zunächst der Panzergrenadierbrigade 5 zugeordnet. Mit Einführung der Heeresstruktur 3 wurden jedoch zentrale ABC-Abwehrbataillone gebildet. Daher endete bereits am 31. März 1971 der Dienst dieser Kompanie. Sie ging auf im ABC-Abwehrbataillon 900 und im ABC-Abwehrbataillon 310, die in der Niederauerbach-Kaserne in Zweibrücken beheimatet waren.
Am 22. November 1976 erfolgte die Bildung des Artilleriespezialzugs 2. Diese Einheit war dem Panzerartilleriebataillon 55 unterstellt und hatte den Auftrag, nukleare Sprengköpfe mit 203-mm-Geschossen einzusetzen. Mitte der 1980er Jahre wurde der Artilleriespezialzug 2 zum Artilleriespezialzug I/2 umbenannt. Infolge des Endes des Kalten Krieges wurde der Artilleriespezialzug I/2 aufgelöst.
Vom 1. Januar 1986 bis zum 30. September 1994 war die Fahrschulgruppe Homberg/Efze (Fahrschulgruppe Panzerartilleriebataillon 55) in der Dörnberg-Kaserne eingerichtet.
Die Feldersatzkompanie 50 wurde am 1. Oktober 1993 als Geräteeinheit in der Dörnberg-Kaserne aufgestellt und zum 31. März 2003 wieder aufgelöst.
Im April 1997 wurde das nichtaktive Panzerartilleriebataillon 65 in die Dörnberg-Kaserne verlegt. Dieses Bataillon wurde am 1. Juli 1956 in der Wittich-Kaserne in Kassel aus Angehörigen des Bundesgrenzschutzes als I./Feldartillerieregiment 2 aufgestellt, aber bereits am 30. Juli 1956 nach Niederlahnstein in die Deines-Bruchmüller-Kaserne verlegt. Am 1. April 1959 erfolgte im Zuge der Einführung der Heeresstruktur 2 die Umbenennung in Feldartilleriebataillon 45 und die Unterstellung unter die Panzergrenadierbrigade 4 in Göttingen. Am 7. November 1961 verlegte das Bataillon nach Bad Arolsen-Mengeringhausen in die dort neu errichtete Kaserne. Zum 1. Januar 1972 erfolgte die Umbenennung in Panzerartilleriebataillon 45 und die Ausrüstung mit Panzerhaubitzen M 109 G. Zur Erprobung der neuen Heeresstruktur 4 wurde das Bataillon in Panzerartilleriebataillon 345 umbenannt und der Panzerbrigade 34 unterstellt. Mit der endgültigen Einführung der Heeresstruktur 4 wurde die Panzerbrigade 34 in Panzerbrigade 6 umbenannt. Damit erhielt das Panzerartilleriebataillon 345 die neue Nummer 65. Das Ende des Kalten Krieges führte auch für das Bataillon, das noch 1989 mit neuen Panzerhaubitzen M 109 A3 GE A2 ausgerüstet worden war, zu erheblichen Veränderungen. Am 1. Juli 1993 erfolgte der Unterstellungswechsel zur Panzerbrigade 14. Zum 1. Oktober 1996 wurde das Bataillon gekadert und verließ den Standort Bad Arolsen. Es verlegte zunächst nach Hessisch Lichtenau in die dortige Blücher-Kaserne und gab dort Personal und Gerät an das neue Panzerartilleriebataillon 2 ab. Von April 1997 bis zum 31. März 2003 lag das Bataillon, als nichtaktiver Truppenteil dem Panzerartilleriebataillon 55 unterstellt, in Homberg (Efze). Im April 2003 kam es zurück nach Hessisch Lichtenau und wurde dem Panzerartilleriebataillon 2 bis zum 30. Juni 2006 unterstellt. Am 1. Juli 2006 verlegte es nach Mühlhausen in Thüringen und wurde dem Artillerieaufklärungsbataillon 131 der Artilleriebrigade 100 unterstellt. Zum 30. September 2008 kam das Aus für diese Einheit.
Zur medizinischen Versorgung war in der Dörnberg-Kaserne der Sanitätsbereich 44/2 mit Material ausgestattet und die Sanitätsgruppe Homberg vom 1. Oktober 1972 bis 31. Dezember 1997 eingerichtet.
Die Verpflegungsstelle Homberg bestand vom 1. April 1974 bis zum 31. Dezember 1999.
Der Standort verfügte über einen Standortübungsplatz mit ca. 300 Hektar Gesamtfläche, auf dem die Standortschießanlage 441/2 vom 1. April 1972 bis zum 30. November 2000, die Übungsschießanlage Fliegerabwehr aller Truppen 441/2 vom 1. Oktober 1975 bis zum 31. Oktober 2005 sowie die Standortmunitionsniederlage 441/5 vom 1. April 1981 bis zum 30. September 2000 eingerichtet waren.
In unmittelbarer Nachbarschaft zur Dörnberg-Kaserne befand sich in der Waßmuthshäuser Straße 43 bis zum 31. Dezember 1992 die Standortverwaltung Fritzlar, Außenstelle Homberg (Efze). Am 1. Januar 1993 wurde sie zur Standortverwaltung Homberg umbenannt. Am 1. Januar 2007 wurde aus ihr das Bundeswehrdienstleistungszentrum Homberg (Efze) gebildet, das bis heute hier existiert. Seit 1. August 2009 ist hier zudem die BWI Informationstechnik GmbH Homberg (Efze) tätig. Ab 1. April 2012 kam schließlich die Lion Hellmann Bekleidungsgesellschaft m. b. H. Servicestation Homberg (Efze) hinzu.
Die Dörnberg-Kaserne wurde zum 31. Dezember 2005 endgültig geschlossen.

## Konversion

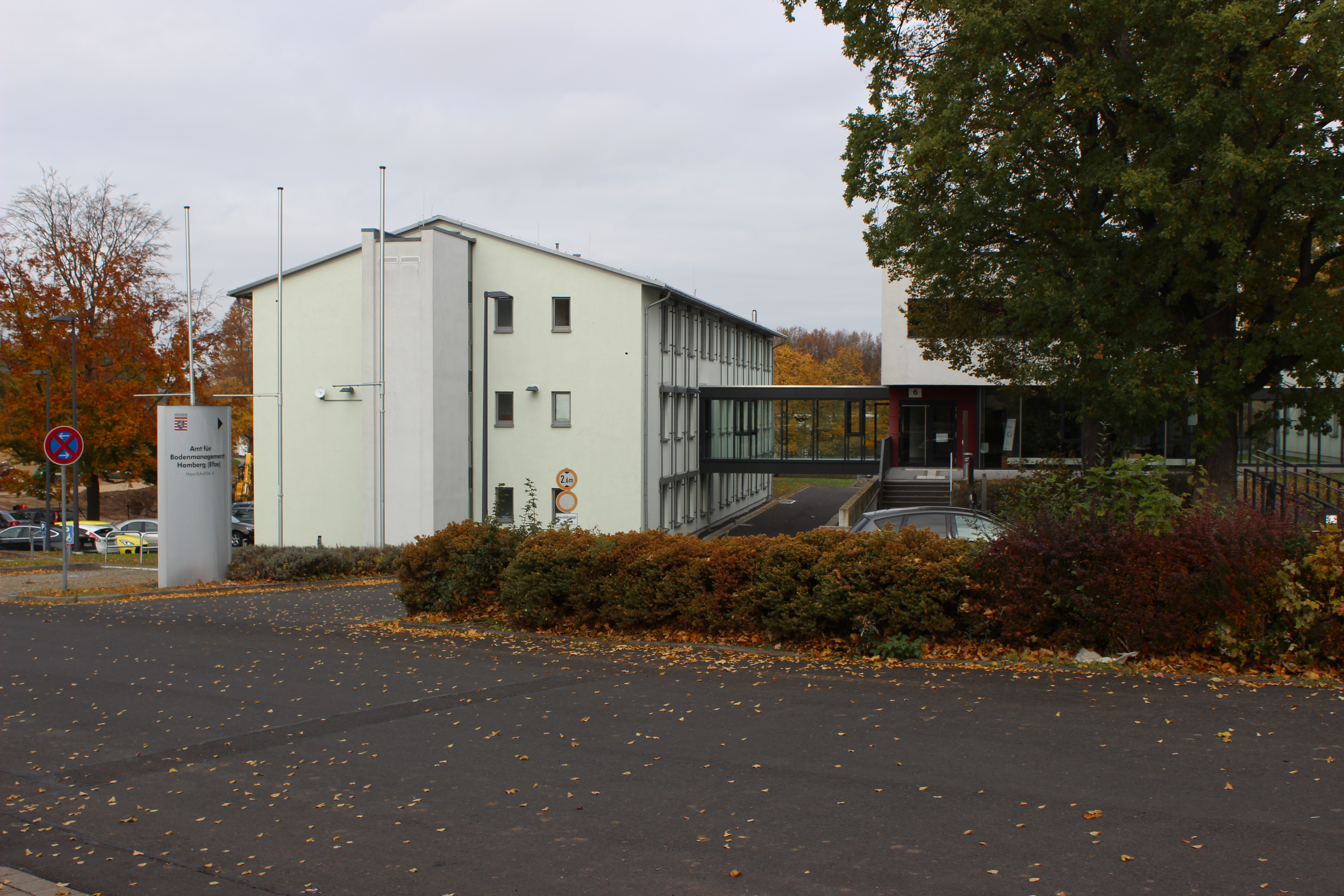
Umgenutztes Gebäude der ehemaligen Dörnberg-Kaserne (2021)

Als nach der deutschen Wiedervereinigung in den 1990er Jahren die erste Truppenreduzierung der Bundeswehr auch den Standort Homberg (Efze) betraf, wurde aus der Dörnberg-Kaserne ein erster Teilabschnitt für eine zivile Nutzung herausgelöst. Es wurde der Teilbebauungsplan Nr. 44 durch die Stadt mit Beschluss vom 7. August 1997 aufgestellt, der am 30. März 2000 erlassen und am 24. August 2000 rechtsverbindlich wurde. Er sah im südlichen Teil der Dörnberg-Kaserne an der Kreisstraße 36 Gemeinbedarfsflächen für öffentliche Verwaltungen vor. Es handelte sich um insgesamt 5 ehemalige Unterkunftsgebäude der Kaserne. Nach Sanierung und Umbau der Kasernengebäude wurde hier das Behördenzentrum des Schwalm-Eder-Kreises untergebracht.
Eine 2005 durch das Hessische Ministerium für Wirtschaft, Verkehr und Landesentwicklung initiierte Studie zur Nachnutzung der von der Bundeswehr aufgegebenen militärischen Liegenschaften bescheinigte für die zum damaligen Zeitpunkt bereits vollständig geräumte Dörnberg-Kaserne einen mittelmäßigen baulichen Zustand. Für das Abwassernetz lag bereits eine Schadensfeststellung und ein Sanierungskonzept vor, eine Umsetzung war jedoch noch nicht erfolgt. Der Bund war zudem noch Eigentümer der Infrastrukturnetze. Für die Unterbringung des neu geschaffenen Hessischen Amtes für Bodenmanagement sollte ein Unterkunftsgebäude noch umgebaut werden. Aufgrund der bereits begonnenen zivilen Konversion von Teilflächen und der Nähe zur Bundesautobahn 7 schlugen die Verfasser der Studie zwar vor, eine weitere Entwicklung des Geländes für Gewerbe- und Dienstleistungsbetriebe nicht auszuschließen. Doch warnten sie zugleich davor, die Gewerbeflächenpotenziale in Nordhessen weiter zu erhöhen, da eine eher geringe Nachfrage nach solchen Flächen bestand. Insbesondere für Homberg/Efze wurde von keinem großen Bedarf an solchen Grundstücken ausgegangen. Dem Land Hessen wurde aufgegeben, mit der Kommune das weitere Verfahren für eine Entwicklung der Kasernenareale zu Gewerbe- und Mischgebieten abzustimmen. Dabei sollten vor allem Organisations- und Entwicklungsmodelle sowie Fördermöglichkeiten des Landes zur Sprache kommen. Die Studie empfahl „eine weitere, wenn auch nur sehr langfristig realisierbare gewerbliche Folgenutzung und Entwicklung der restlichen Flächen in der Dörnberg-Kaserne anzustreben“ sowie die Nutzung durch weitere öffentliche Einrichtungen über das Behördenzentrum des Landkreises und das Hessische Amt für Bodenmanagement zu prüfen. Allerdings wurde konstatiert, dass die Kommune zum damaligen Zeitpunkt weder an einem Erwerb der Kasernenareale noch an einer Übernahme der potenziellen öffentlichen Flächen oder der technischen Infrastruktur interessiert war. Das Land Hessen sollte einer planungsrechtlichen Ausweisung durch die Stadt Homberg/Efze von Flächen in der Kaserne für Wohnen, Gewerbe, Dienstleistungen oder Sondernutzungen nicht entgegentreten. Abgeraten wurde von einem kurzfristigen Erwerb von Flächen durch die Kommune und von der Übernahme der Infrastruktur, solange die Rahmenbedingungen mit dem Bund nicht geklärt seien.
Die Bundesanstalt für Immobilienaufgaben übernahm nach der vollständigen Aufgabe der Dörnberg-Kaserne die Vermarktung der restlichen Kasernenflächen. Doch 2009 signalisierte die Stadt Homberg/Efze die Absicht, die Kasernenareale der Dörnberg- und der Ostpreußenkaserne erwerben zu wollen. Daraufhin stellte die Bundesanstalt für Immobilienaufgaben die Vermarktungsbemühungen ein und räumte der Stadt ein Vorkaufsrecht auf die Flächen ein. Der Erwerb der Grundstücke durch die Stadt gestaltete sich jedoch schwierig und verzögerte sich.
Für Flächen am ehemaligen Standortsportplatz südlich der Kaserne sollte ein weiterer Bebauungsplan aufgestellt werden. Einen entsprechenden Beschluss fasste die Stadtverordnetenversammlung am 12. Juni 2012 für einen Bebauungsplan Nr. 63, der ein 7 Hektar großes Sondergebiet Photovoltaik ausweisen sollte. Hierfür wurden zwar  Planungsleistungen vergeben. Das Verfahren wurde schließlich jedoch auf Eis gelegt, so dass ein Satzungsbeschluss bisher nicht zustande gekommen ist.
Am 25. September 2012 erfolgte der Kauf der Restflächen der Dörnberg-Kaserne sowie der Ostpreußenkaserne mit Standortschießanlage und Teilen des Standortübungsplatzes mit insgesamt 47 Hektar im Auftrag der Stadt Homberg/Efze durch die Hessische Landgesellschaft von der Bundesanstalt für Immobilienaufgaben für 1,3 Millionen Euro. Für die Konversion der Flächen waren Fördermittel im Umfang von 1,75 Millionen Euro in Aussicht gestellt. Gegen den Erwerb der Kasernenflächen hatte sich zuvor Widerstand in der Bürgerschaft geregt. Ein Bürgerbegehren war initiiert worden, das 2000 Unterstützungsunterschriften erhielt. Am 30. August 2012 lehnte der Stadtrat die Bürgerbeteiligung aufgrund formaler Fehler ab. Ein hiergegen gerichteter Eilantrag wurde vom Verwaltungsgericht Kassel zurückgewiesen. Der Kauf des Geländes noch vor der Entscheidung über das Bürgerbegehren im Hauptsacheverfahren wurde von der Fraktion von Bündnis 90/Die Grünen im Stadtrat kritisiert. Angedacht war eine Ausweisung von rund 20 Hektar als Gewerbegebiet und 21 Hektar als Industriefläche. Die Stadt Homberg/Efze sollte die Erschließung der Flächen vornehmen und hierfür Fördergelder aus dem EFRE-Programm erhalten. Am 1. November 2012 erfolgte die Übergabe des Areals von der Bundesanstalt für Immobilienaufgaben an die Hessische Landgesellschaft. Zu diesem Zeitpunkt waren bereits erste Kaufverträge mit Dritten geschlossen und es wurde mit weiteren Interessenten verhandelt.
Der Verkauf von Grundflächen der Dörnberg-Kaserne zu einem Preis von 3,63 Euro je Quadratmeter unter anderen an einen Stadtrat von Homberg/Efze sorgte 2013 für Wirbel. Es wurde ein Akteneinsichts- und Untersuchungsausschuss eingesetzt. Im Dezember 2013 wurde der Kaufvertrag zunächst vollzogen. Im November 2015 beschloss der Stadtrat, die Wirksamkeit des Kaufvertrages vor Gericht zu klären. Die Stadt unterlag jedoch erstinstanzlich vor dem Landgericht Kassel.
Am 15. Juli 2013 erfolgte die Vergabe von Leistungen zur Sanierung der Infrastruktur in der Ostpreußen- und der Dörnberg-Kaserne. Die Sanierung des Abwassersystems in den Kasernen kostete etwa 3 Millionen Euro. Die Erneuerung der Wasser- und Stromversorgung sowie der Verkehrsanlagen verschlangen weitere 2,5 Millionen Euro. Schließlich wurden 300000 Euro für landschaftliche Begleitmaßnahmen ausgegeben. Die Arbeiten wurden im August 2015 abgeschlossen.
Der Stadtrat hatte bereits am 29. September 2005 die Aufstellung des Bebauungsplans Nr. 57 „Teilbereich ehemalige Dörnbergkaserne“ beschlossen. Im Mai und Juni 2013 erfolgte die frühzeitige Beteiligung der Bürger und der Träger öffentlicher Belange. Am 15. Mai 2014 beschloss der Stadtrat schließlich über den Bebauungsplan, der im Wesentlichen die Ausweisung von Gewerbegebietsflächen in der Dörnberg-Kaserne zum Gegenstand hatte. Vorausgegangenen war eine Beschlussfassung, an der zwei Stadträte beteiligt waren, bei denen Besorgnis auf Befangenheit bestand. Die Kommunalaufsicht empfahl daher die Wiederholung der Abstimmung. Am 26. Juni 2014 erlangte der Bebauungsplan schließlich Rechtskraft.
Erstmals im September 2014 berichtete die von der Stadt Homberg/Efze beauftragte Hessische Landgesellschaft dem Stadtrat über ihr Vermarktungskonzept und dem erreichten Sachstand der Konversion. Demnach betrugen allein die Erschließungskosten 2014 und 2015 insgesamt 5,6 Millionen Euro auf den Kasernenarealen. Für Grundstücke der ehemaligen Dörnberg-Kaserne seien lediglich zwei Kaufverträge abgeschlossen worden.
Am 29. Januar 2015 wurde die Aufstellung einer Änderungssatzung des Bebauungsplans Nr. 57 beschlossen, um geringfügige Änderungen vorzunehmen. Der Stadtrat erließ die Änderungen durch Beschluss vom 9. November 2017.
Am 9. November 2015 wurden Straßen in der ehemaligen Dörnberg-Kaserne von der Stadt nach Gegnern des Nationalsozialismus benannt. Zugleich wurde am Brigadeplatz eine gelbe Schleife als Zeichen der Verbundenheit mit den im Auslandseinsatz befindlichen Soldaten der Bundeswehr angebracht. Dies hatte ein Mitglied des Fördervereins der Division Schnelle Kräfte angeregt.
Am 7. Dezember 2015 stimmte der Stadtrat dem Verkauf von drei weiteren Gebäuden der Dörnberg-Kaserne an den Schwalm-Eder-Kreis zu. Die Kreisverwaltung plante die Unterbringung von bis zu 150 Flüchtlingen in zwei ehemaligen Kompaniegebäuden mit 760 bzw. 780 Quadratmetern Fläche sowie eine Empfangseinrichtung im ehemaligen Offiziersheim mit 400 Quadratmetern Gebäudefläche. Später sollte in einem Gebäude die Einrichtung des Kreisarchivs erfolgen. Insgesamt wechselten 14.000 Quadratmeter für einen Kaufpreis von 281.000 Euro den Eigentümer.
Am 23. Januar 2018 wurde bekannt, dass der Schwalm-Eder-Kreis weitere Flächen für die Unterbringung von mehr als 100 Behördenmitarbeitern benötige. Zur Deckung dieses Bedarfs sollte ein Unterkunftsgebäude in der Kaserne abgerissen und an seiner Stelle ein Neubau errichtet werden. Die Fertigstellung des neuen Verwaltungsgebäudes ist für Mitte 2021 geplant. Beim Abriss des Kasernengebäudes musste beachtet werden, dass es aus asbesthaltigen Baumaterialien bestand.